# Cirrus (foguete)
Cirrus, foi o nome atribuído a um foguete de sondagem de dois estágios, desenvolvido pela
Hermann Oberth Society. Seu primeiro lançamento ocorreu em 16 de setembro de 1961. O apogeu máximo do Cirrus, dependendo
da versão ficava entre 35 e 50 km.
Um foguete Cirrus está em exibição no Hermann Oberth Space Travel Museum em Feucht, Alemanha.